# 나무 그래프
그래프 이론에서 나무 그래프(영어: tree graph 트리 그래프[*]) 또는 단순히 나무는 순환을 갖지 않는 연결 그래프이다.

## 정의
그래프 {\displaystyle T}에 대하여 다음 조건들이 서로 동치이며, 이 조건을 만족시키는 그래프 {\displaystyle T}를 숲 그래프(영어: forest graph 포리스트 그래프[*])이라고 한다.
- {\displaystyle T}는 (길이 3 이상의) 순환을 갖지 않는다.
- 임의의 두 꼭짓점 {\displaystyle v_{1},v_{2}\in \operatorname {V} (T)}에 대하여, {\displaystyle v_{1}}과 {\displaystyle v_{2}} 사이의 경로의 수는 1 이하이다.
- {\displaystyle T}는 완전 그래프 {\displaystyle K_{3}}를 마이너로 갖지 않는다.
- {\displaystyle T}는 단일 연결 공간이다. (즉, 임의의 밑점 {\displaystyle v\in \operatorname {V} (T)}에 대하여, 1차 세포 호몰로지 {\displaystyle \operatorname {H} _{1}(T,v)}가 자명군이다. 그러나 연결 공간이 아닐 수 있다.)

그래프 {\displaystyle T}에 대하여 다음 조건들이 서로 동치이며, 이 조건을 만족시키는 그래프 {\displaystyle T}를 나무 그래프라고 한다.
- {\displaystyle T}는 숲 그래프이며, 연결 그래프이다 (즉, 정확히 1개의 연결 성분을 갖는다).
- 임의의 두 꼭짓점 {\displaystyle v_{1},v_{2}\in V(T)}에 대하여, {\displaystyle v_{1}}과 {\displaystyle v_{2}} 사이의 경로가 정확히 하나 존재한다.
- {\displaystyle T}는 (1차원 세포 복합체로서) 연결 단일 연결 공간이다. (특히, 공집합이 아니다.)
- 하나 이상의 꼭짓점을 가지며, 임의의 변 {\displaystyle e\in \operatorname {E} (T)}을 지운 그래프 {\displaystyle T-e}는 연결 그래프가 아니다.

나무 그래프 {\displaystyle T}의 잎 꼭짓점(영어: leaf vertex 리프 버텍스[*])은 차수가 1인 꼭짓점이며, 내부 꼭짓점(영어: internal vertex)은 차수가 2 이상인 꼭짓점이다.

## 성질
숲 그래프 {\displaystyle T}에 대하여 다음이 성립한다.
- {\displaystyle |\operatorname {V} (T)|=|\operatorname {E} (T)|+|\operatorname {Conn} (T)|}

여기서
- {\displaystyle |\operatorname {V} (T)|}는 {\displaystyle T}의 꼭짓점의 수이다.
- {\displaystyle |\operatorname {E} (T)|}는 {\displaystyle T}의 변의 수이다.
- {\displaystyle |\operatorname {C} onn(T)|}는 {\displaystyle T}의 연결 성분의 수이다.

특히, 나무 그래프의 경우 하나의 연결 성분을 가지므로, {\displaystyle |\operatorname {V} (T)|=|\operatorname {E} (T)|+1}이다.
모든 숲 그래프는 이분 그래프이자 평면 그래프이다.

### 나무 그래프의 수
{\displaystyle n}개의 꼭짓점을 갖는 나무 그래프의 동형류의 수는 다음과 같다 ({\displaystyle n=0,1,2,\dots }).
1, 1, 1, 1, 2, 3, 6, 11, 23, 47, 106, 235, 551, 1301, 3159, … (OEIS의 수열 A000055)
{\displaystyle n}개의 꼭짓점을 갖는 숲 그래프의 동형류의 수는 다음과 같다 ({\displaystyle n=0,1,2,\dots }).
1, 1, 2, 3, 6, 10, 20, 37, 76, 153, 329, 710, 1601, 3658, … (OEIS의 수열 A005195)

### 프뤼퍼 열
유한 나무 그래프 {\displaystyle T}의 꼭짓점 집합
{\displaystyle \operatorname {V} (T)}
에 임의의 정렬 순서를 주고, 그 순서형을 {\displaystyle n\in \operatorname {Ord} }이라고 하자.
{\displaystyle T}에 대하여, 꼭짓점 열
{\displaystyle x_{0},x_{1},\dotsc }
을 다음과 같이 재귀적으로 정의하자.
{\displaystyle x_{i}=\min\{v\in \operatorname {V} (T)\setminus \{x_{j}\}_{j<i}\colon \deg _{T\setminus \{x_{j}\}_{j<i}}v=1\}}
즉, 다음과 같다.
- 임의의 순서수 {\displaystyle i<|\operatorname {V} (T)|}에 대하여, {\displaystyle x_{i}\in \operatorname {V} (T)}은 {\displaystyle T\setminus \{x_{j}\}_{j<i}}의 잎 꼭짓점 가운데, 정렬 순서에 대하여 최소 원소이다.

유한 나무 그래프의 경우, 이 열은 {\displaystyle T}의 모든 꼭짓점을 한 번씩 포함한다. 즉, {\displaystyle T}의 꼭짓점 집합 {\displaystyle \operatorname {V} (T)} 위의 또다른 정렬 순서를 정의한다. (반면, 무한 나무 그래프의 경우 이는 그렇지 못할 수 있다.)
또한, 다음과 같은 꼭짓점 열
{\displaystyle y_{0},y_{1},\dotsc }
을 {\displaystyle (x_{i})_{i<|\operatorname {V} (T)|}}로부터 정의할 수 있다.
{\displaystyle (x_{i},y_{i})\in \operatorname {E} (T\setminus \{x_{j}\}_{j<i})}
즉,
- {\displaystyle y_{i}}는 {\displaystyle T\setminus \{v_{j}\}_{j<i}}에서 {\displaystyle x_{i}}와 인접한 유일한 내부 꼭짓점이다. (만약 이러한 꼭짓점이 존재하지 않는다면, 이 열은 끝나게 된다.)

유한 나무 그래프의 경우, 꼭짓점 열 {\displaystyle y_{i}}의 길이는 {\displaystyle n-1}인데, 이는 맨 “마지막”의 경우 꼭짓점이 하나 밖에 남지 않기 때문이다.
{\displaystyle (y_{i})}를 {\displaystyle T}의 프뤼퍼 열(Prüfer列, 영어: Prüfer sequence)이라고 한다.
또한, 프뤼퍼 열에 대하여 다음이 성립한다.
| 유한 나무 그래프 | 프뤼퍼 열                        |
| ---------------- | -------------------------------- |
| 꼭짓점의 수      | 프뤼퍼 열의 길이 + 2             |
| 변의 수          | 프뤼퍼 열의 길이 + 1             |
| 잎 꼭짓점        | 프뤼퍼 열에 등장하지 않는 꼭짓점 |
| 내부 꼭짓점      | 프뤼퍼 열에 등장하는 꼭짓점      |
| 꼭짓점의 차수    | 프뤼퍼 열에 등장하는 수 + 1      |

모든 유한 나무 그래프는 그 프뤼퍼 열로부터 재구성될 수 있다. 이 알고리즘은 대략 다음과 같다.
1. 우선, 각 꼭짓점 {\displaystyle v}에 대하여 양의 정수 값의 변수 {\displaystyle {\mathtt {d}}_{v}}를, {\displaystyle v_{i}}가 프뤼퍼 열에 등장하는 수 + 1로 놓는다.
2. 프뤼퍼 열의 첫째 꼭짓점 {\displaystyle y_{0}}에 대하여, {\displaystyle {\mathsf {d}}_{v}=1}인 최소의 꼭짓점을 {\displaystyle v}라고 하면,
  1. 변 {\displaystyle (v,a_{v})}를 그래프에 추가하며,
  2. {\displaystyle {\mathtt {d}}_{y_{0}}}과 {\displaystyle {\mathtt {d}}_{v}}를 각각 1만큼 감소시킨다.
3. 위 단계를 프뤼퍼 열의 둘째, 셋째 등등 꼭짓점에 대하여 반복한다.
4. 이 과정이 끝나면, {\displaystyle {\mathtt {d}}_{v}=1}인 꼭짓점이 두 개 남는다. 이들 사이에 변을 추가한다.
5. 알고리즘 종료.

(반면, 무한 나무 그래프의 경우 이는 일반적으로 불가능하다. 예를 들어, 양쪽 무한 경로 그래프는 나무 그래프이지만, 잎 꼭짓점을 갖지 않아, 프뤼퍼 열이 자명하다.)

### 케일리 공식
임의의 크기 {\displaystyle n}의 유한 집합 {\displaystyle V}가 주어졌다고 하자. 그렇다면, {\displaystyle V}를 꼭짓점으로 하는 나무 그래프의 수를 {\displaystyle T_{n}}이라고 하자. (이 경우, 꼭짓점들이 서로 구별되므로, 이는 나무 그래프의 동형류의 수와 다르다.) 케일리 공식(영어: Cayley’s formula)에 따르면, 이는 다음과 같다.
{\displaystyle T_{n}=n^{n-2}}
크기 {\displaystyle n}의 유한 집합 위의 숲 그래프의 수는 다음과 같다. ({\displaystyle n=0,1,2,\dotsc })
1, 1, 2, 7, 38, 291, 2932, 36961, 561948, 10026505, 205608536, 4767440679, 123373203208, 3525630110107, 110284283006640, 3748357699560961, 137557910094840848, 5421179050350334929, 228359487335194570528, 10239206473040881277575, 486909744862576654283616, … (OEIS의 수열 A1858)
이 자연수열을
{\displaystyle c_{i}}
라고 표기하면, 그 생성 함수는
{\displaystyle \sum _{i=0}^{\infty }{\frac {1}{i!}}c_{i}x^{i}=\exp \left(\sum _{n=1}^{\infty }n^{n-2}{\frac {1}{n!}}x^{n}\right)=1+x+{\frac {1}{2}}(2x^{2})+{\frac {1}{6}}(7x^{3})+\dotsb }
이다.

## 예
정의에 따라, 모든 무변 그래프는 숲 그래프이며, 특히 한원소 그래프 {\displaystyle K_{1}}은 나무 그래프이다.
임의의 양의 정수 {\displaystyle n}에 대하여, 경로 그래프 {\displaystyle P_{n}}은 나무 그래프이다. 또한, 양쪽 무한 경로 그래프
{\displaystyle P_{\infty }}
및 한쪽 무한 경로 그래프
{\displaystyle P_{\infty }^{+}}
역시 둘 다 나무 그래프이다.

### 프뤼퍼 열의 예
다음과 같은 유한 나무 그래프 {\displaystyle T}를 생각하자.
이 경우,
1. 잎 꼭짓점들은 {\displaystyle \{1,2,3,6\}}이며, 이 가운데 최솟값은 1이다. 이는 꼭짓점 4에 연결되어 있다. 즉, {\displaystyle x_{0}=1}이며 {\displaystyle y_{0}=4}이다. 이제, 꼭짓점 1을 제거하자.
2. {\displaystyle T\setminus \{1\}}에서, 잎 꼭짓점들은 {\displaystyle \{2,3,6\}}이며, 이 가운데 최솟값은 2이다. 이는 꼭짓점 4에 연결되어 있다. 즉, {\displaystyle x_{1}=2}이며 {\displaystyle y_{1}=4}이다. 이제, 꼭짓점 2를 제거하자.
3. {\displaystyle T\setminus \{1,2\}}에서, 잎 꼭짓점들은 {\displaystyle \{3,6\}}이며, 이 가운데 최솟값은 3이다. 이는 꼭짓점 4에 연결되어 있다. 즉, {\displaystyle x_{2}=3}이며 {\displaystyle y_{2}=4}이다. 이제, 꼭짓점 3을 제거하자.
4. {\displaystyle T\setminus \{1,2,3\}}에서, 잎 꼭짓점들은 {\displaystyle \{4,6\}}이며, 이 가운데 최솟값은 4이다. 이는 꼭짓점 5에 연결되어 있다. 즉, {\displaystyle x_{3}=4}이며 {\displaystyle y_{2}=5}이다. 이제, 꼭짓점 4를 제거하자.
5. {\displaystyle T\setminus \{1,2,3,4\}}에서, 잎 꼭짓점들은 {\displaystyle \{5,6\}}이며, 이 가운데 최솟값은 5이다. 즉, {\displaystyle x_{4}=5}이다. 이는 꼭짓점 6에 연결되어 있으나, 이 역시 잎 꼭짓점이므로, 프뤼퍼 열은 끝난다.

즉,
{\displaystyle (y_{0},\dotsc ,y_{4})=(4,4,4,5)}
이다.

## 역사
케일리 공식은 1860년에 카를 빌헬름 보르하르트(독일어: Carl Wilhelm Borchardt, 1817~1880)가 최초로 증명하였다. 이후 1889년에 아서 케일리가 같은 정리의 새 증명을 발표하였다. 케일리는 보르하르트의 논문을 인용하였지만, 이 공식은 더 유명한 케일리의 이름을 따 불리게 되었다.
에른스트 파울 하인츠 프뤼퍼(독일어: Ernst Paul Heinz Prüfer, 1896~1934)는 1918년에 프뤼퍼 열을 도입하였으며, 이를 사용하여 이에 대한 다른 증명을 제시하였다.

## 같이 보기
- 결정 트리
- 트리 구조 (모델)
- 트리 구조